# Saver
Saver is een afvalverwerkingsbedrijf in West-Noord-Brabant.
Saver verzorgt de huishoudelijke afvalinzameling voor de gemeenten Bergen op Zoom, Halderberge, Roosendaal en Woensdrecht. Deze gemeenten zijn tevens de aandeelhouders van Saver. De organisatie heeft de volgende taken:
- verstrekken van afvaladvies
- voorlichting aan scholen en burgers
- verzamelpunten voor diverse afvalstromen
- ophaaldienst van huishoudelijk afval
- beheer openbare ruimten
- opsporing en handhaving door BOA's in en rond afvalcontainers in geval van gedumpt of verkeerd aangeboden afval.

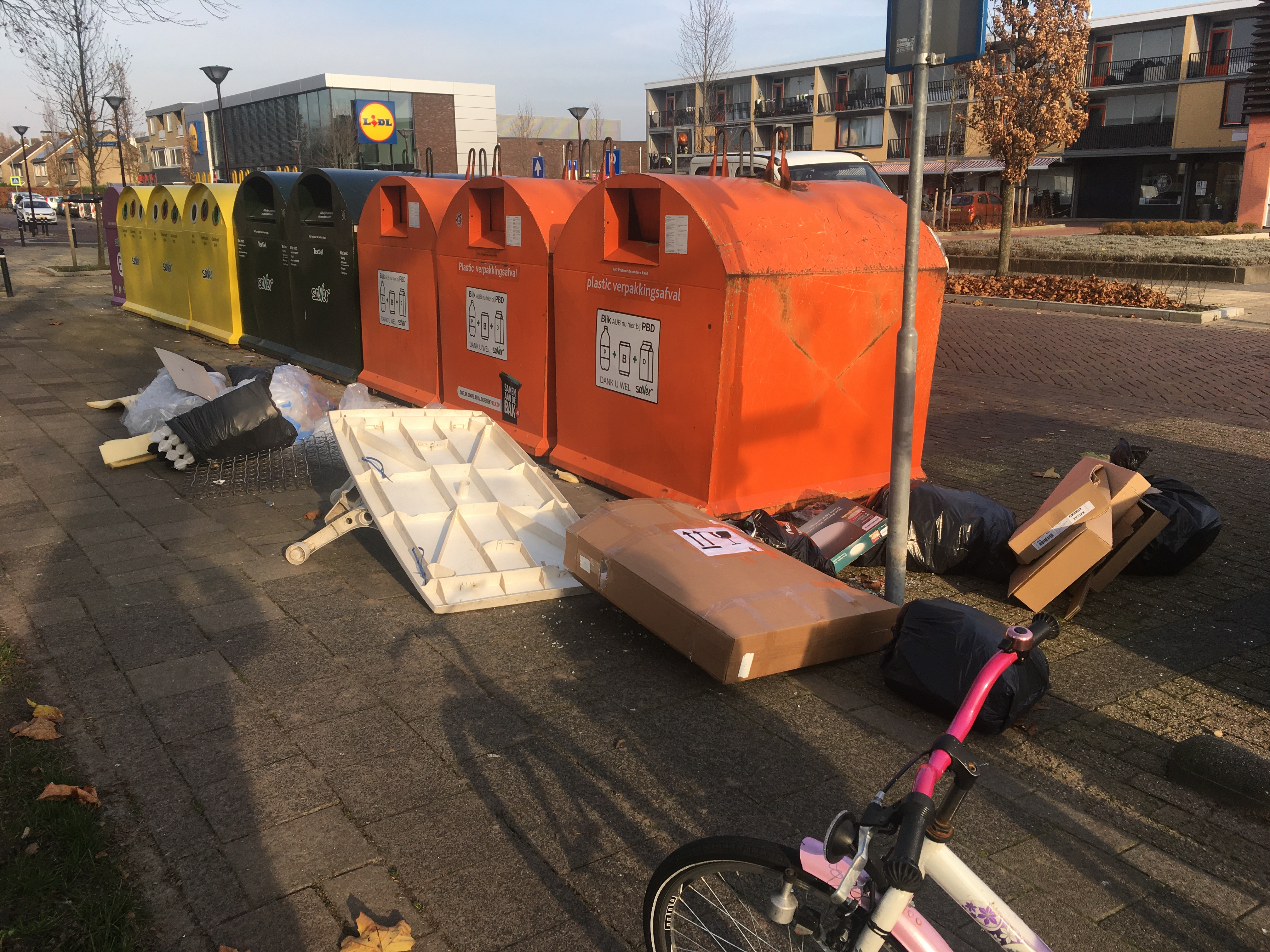
De afvalcontainers van Saver zijn een vertrouwd onderdeel van het straatbeeld in gemeenten Bergen op Zoom, Halderberge, Roosendaal en Woensdrecht.

Het hoofdkantoor van Saver bevindt zich in Roosendaal. Saver beheert drie milieuparken in Bergen op Zoom, Oud Gastel (‘Borchwerf’) en Ossendrecht.

## Geschiedenis
Saver is in 1999 opgericht door gemeenten Bergen op Zoom, Halderberge, Roosendaal en Woensdrecht. De afval- en reinigingsactiviteiten van deze gemeenten zijn toen ondergebracht in dit bedrijf.

## Financiering
Saver wordt hoofdzakelijk gefinancierd uit de afvalstoffenheffing. Op grond van artikel 15.33, eerste lid, van de Wet milieubeheer kan een gemeente een heffing instellen ter bestrijding van de kosten die voor haar verbonden zijn aan het beheer van huishoudelijke afvalstoffen. Dit houdt in dat de opbrengst van de afvalstoffenheffing de kosten die aan het beheer van huishoudelijke afvalstoffen zijn verbonden niet mag overschrijden. 
Het jaarlijkse dividend dat de deelnemende gemeenten als aandeelhouders van Saver ontvangen wordt voor 85% verrekend met de afvalstoffenheffing omdat 85% van de activiteiten van Saver bestaan uit het ophalen, verwijderen en verwerken van afval in deze gemeenten. De overige 15% is winst die gemaakt wordt op andere activiteiten, zoals het ophalen van afval voor bedrijven.